# Brachythecium laevivelutinum
Brachythecium laevivelutinum är en bladmossart som beskrevs av Hugh Neville Dixon 1929. Brachythecium laevivelutinum ingår i släktet gräsmossor, och familjen Brachytheciaceae. Inga underarter finns listade i Catalogue of Life.